# Базиліка Маріацелль

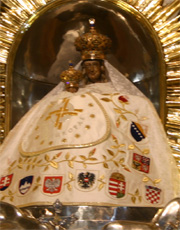
Чудотворна статуя Діви Марії

Римо-католицька базиліка в м. Маріацелль – один з найважливіших паломницьких шляхів не лише в Австрії, а й в Європі. Починаючи з 12 століття тут вшановується зображення милостивої Божої Матері (Марії).
У 1103 землі поблизу Маріацелль подарували приходові монастиря Св. Ламбрехта, який збудував там чернечі келії для місіонерських потреб. За переказами, заснування місця паломництва відбулося 21 грудня 1157. Документальні згадки про маріацелль з‘являються у 1243 р. Вівтар Діви Марії урочисто відкрито у 1266 р.

## Церковна будівля

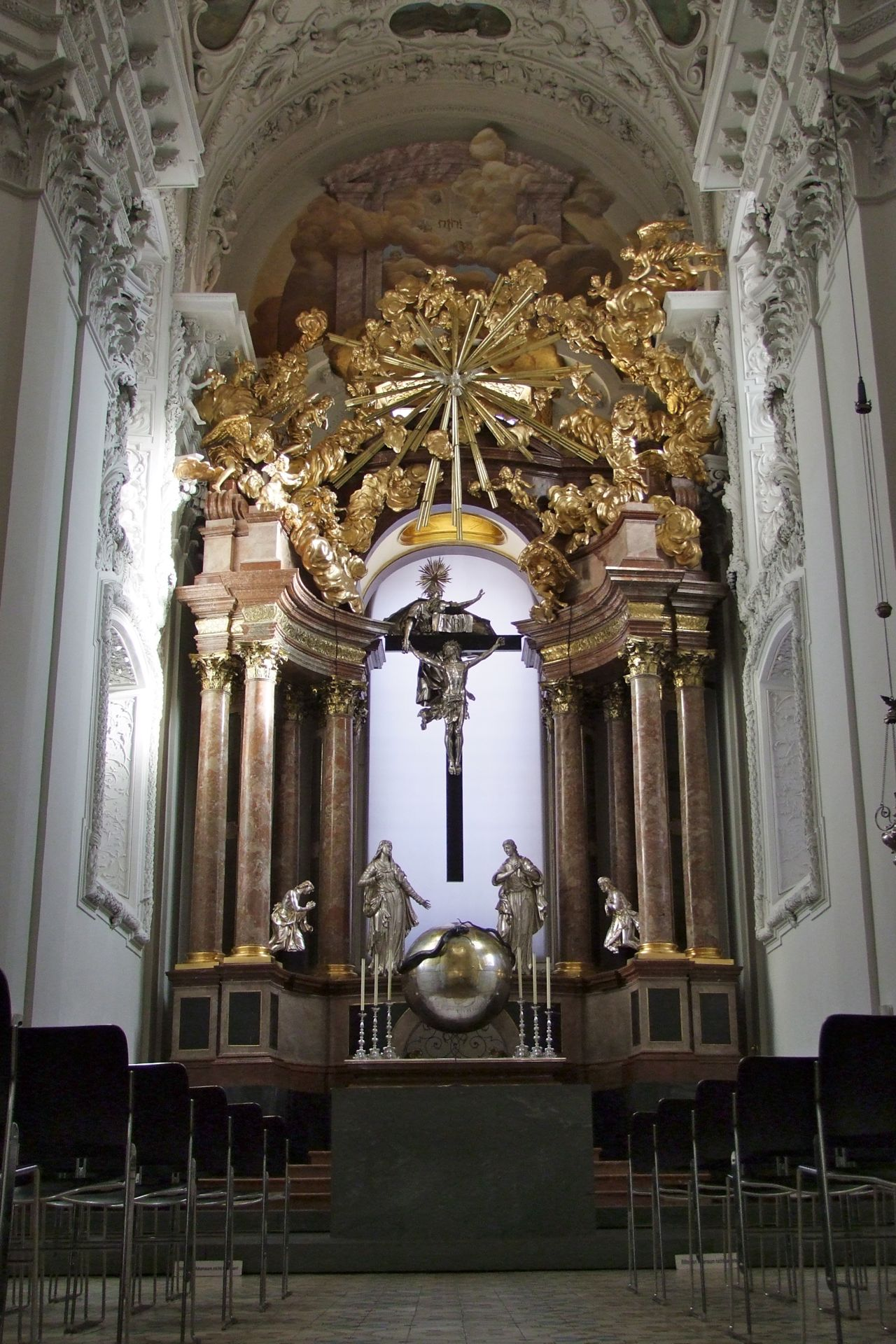
Головний вівтар базиліки Різдва Діви Марії у м. Маріацелль, Австрія

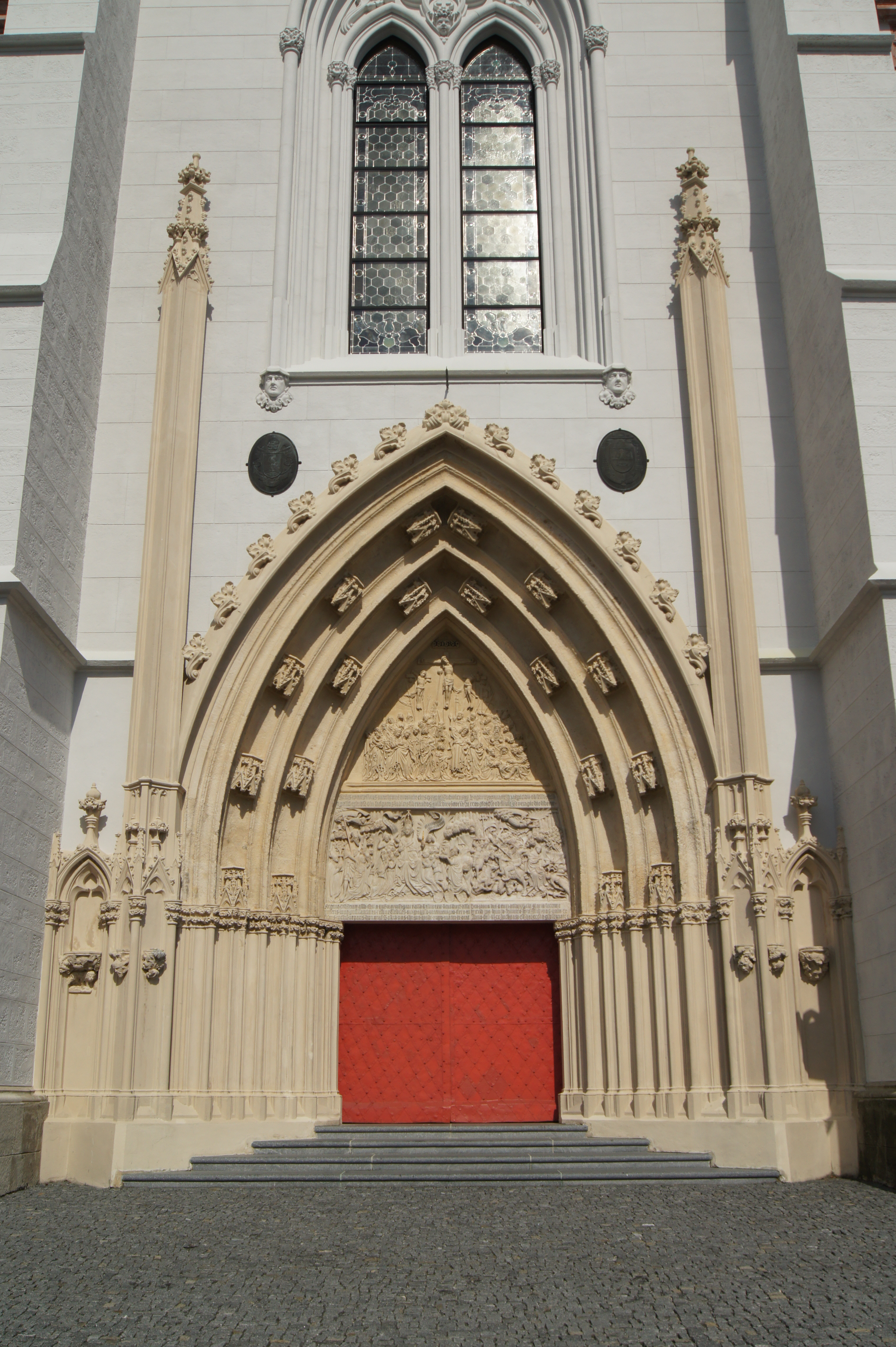
Портал базиліки Різдва Діви Марії у м. Маріацелль, Австрія

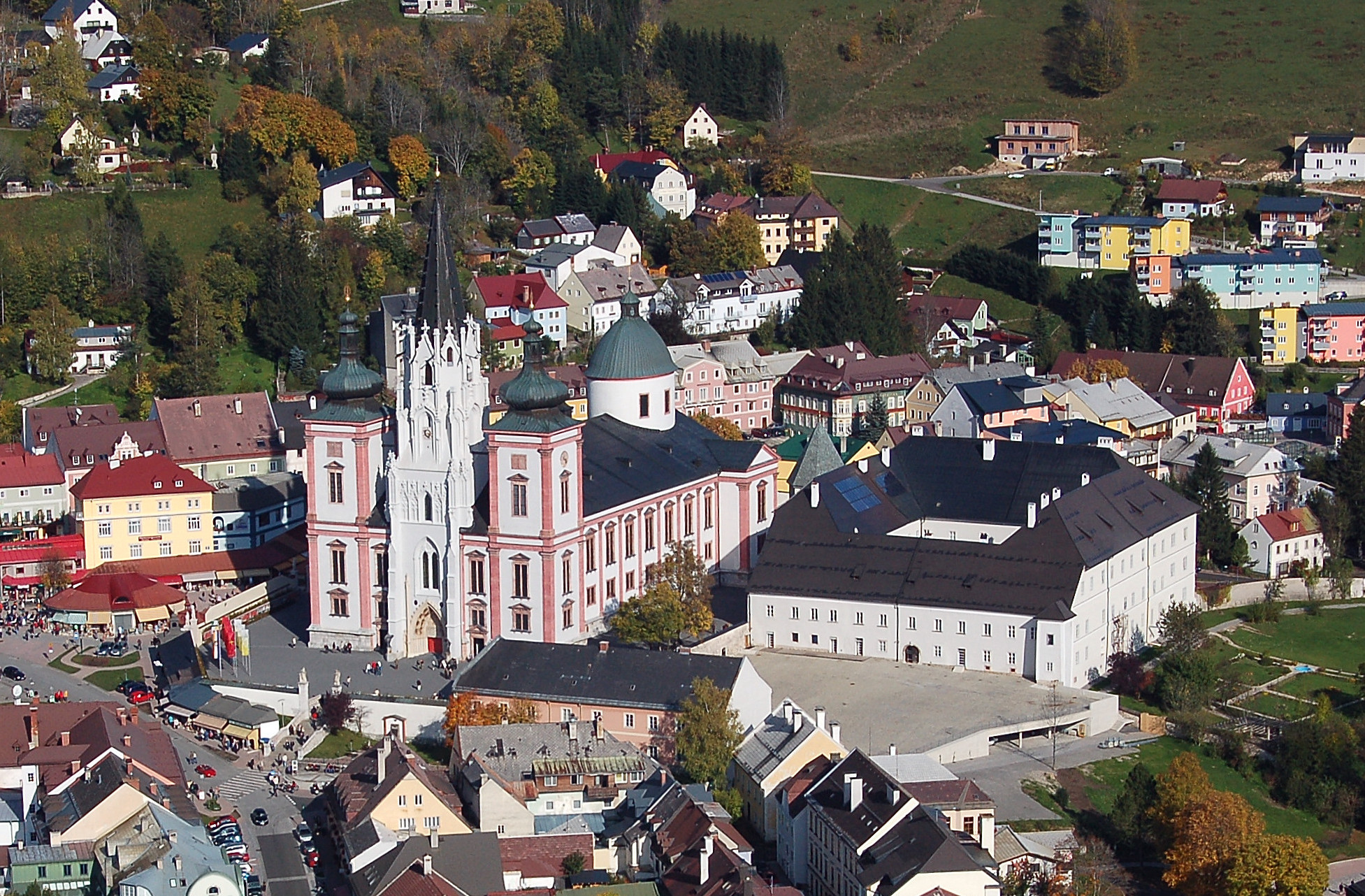
Базиліка Різдва Діви Mарії у м. Маріацелль, Австрія

### Базиліка Різдва Діви Марії (Basilika Mariä Geburt)
У 14 столітті на цьому місці постала готична церква зі стрільчастим порталом та 90-метровою баштою, яка сьогодні є середньою баштою. У цій башті з 1950 р. висить найбільший у Штирії дзвін вагою 5702 кг.
Готичний головний портал показує у тимпані третю легенду заснування Маріацеллю: перемога короля Людвіга І Угорського над чисельною турецькою армією, а також принесення королем вотивних дарів Богородиці.
У 1420 і 1474 базиліка дуже пошкоджується пожежами.
З 1644 по 1683 будівництво церкви очолює Доменіко Шашша (Domenico Sciassia), церква набуває яскравих барокових ознак. Зліва і справа від готичної башти добудовується башта барокова, церква подовжується, розширюється, у східній частині добудовується приміщення під куполом. Головний вівтар освячується у 1704 р., його створює Йоган Бернерд Фішер фон Ерлах.
У дванадцятьох бічних капелах розміщені барокові вівтарі. Пластичне оздоблення органного приміщення виконано у 1740 р. віденським скульптором Йоганом Вагнером.
Перед головним вівтарем стоять дві свинцеві статуї людського зросту (роботи Бальтазара Молля). Зліва – угорський король Людвіг І, справа – моравський маркграф Гайнріх.

У 1907 р. паломницька церква отримує титул малої базиліки. Протягом 1992 - 2007 рр. у церкві проводяться генеральні реставраційні роботи.

## Легенди

### Три основні легенди про виникнення церкви
- Легенда про заснування розповідає про чернця Магнуса, якого у 1157 р. надіслали душпастирем у сьогоднішнє місце паломництва. Коли дорогу йому перегородила скеля, він вдарив її фігуркою Діви Марії, яку мав з собою. Скеля розкололася і звільнила прохід. На одному з пагорбів поблизу цього місця він зупинився, встановив фігурку Діви Марії на дерев‘яну підставку й збудував над нею дерев‘яний навіс, який служив йому і капелою, і житлом.
- У другій легенді йдеться про моравського Маркграфа Гайнріха та його дружину, які за допомогою Божої Матері з Маріацеллю були з цілені від тяжкої хвороби – подарги. На знак подяки за їх розпорядженням на цьому місці збудовано дерев‘яну каплицю, а близько 1200 р. і першу кам‘яну церкву.
- Третя легенда повідомляє про перемогу угорського короля Людвіга І над чисельною турецькою армією. Вдячний монарх будує готичну церкву  на цьому місці.

## Органи
У базиліці є чотири органи: віденський орган (Wiener Orgel), маріацелльський орган (Mariazeller Orgel) і два менших органа -- орган Конрада й орган Марії (Konrad- und Marienorgel).

## Виникнення паломництва
Припускають, що паломницький шлях до святині Діви Марії був ходженим ще у 12 столітті. Документально підтверджено велику кількість прочан у 1330 р. Деякі світські суди виносили вироки злочинцям із покаранням "похід до келії". У наступні роки зростає кількість прочан із сусідніх країн. Після контрреформації Маріацелль стає для Габсбурґів національною святинею.
Імператор Йозеф ІІ у 1783 р. скасовує братства у Маріацелль і в 1787 р. повністю забороняє паломництво. Після швидкого скасування обмежень Маріацелль відвідує щорічно близько мільйона прочан.
У травні 2004 року тут проводився середньоєвропейський католицький день.
Під час апостольської поїздки у 2007 р. до Австрії Папи Бенедикта XVI з нагоди 850-ї річниці заснування місця паломництва, Маріацелль отримує Золоту троянду – найвищу відзнаку від Папи.

## Корисні посилання
- https://uk.pointerst.com/at/showplace/bazilika-rozhdestva-devy-marii%5Bнедоступне+посилання+з+червня+2019%5D
- http://www.basilika-mariazell.at/ [Архівовано 19 вересня 2009 у Wayback Machine.]

1. 1 2  https://gcatholic.org/churches/europe/0292.htm
2. 1 2 3 4  Wiki Loves Monuments monuments database — 2017.
3. 1 2  archINFORM — 1994.